# Dysithamnus mentalis
El batarito cabecigrís (Dysithamnus mentalis) es una especie de ave paseriforme perteneciente al género Dysithamnus de la familia Thamnophilidae. Es la más diseminada de las especies de su género y las numerosas subespecies se distribuyen desde el sur de México, por América Central y del Sur, hasta el sur de Bolivia, noreste de Argentina y sur de Brasil.

## Nombres comunes
Se le denomina batarito cabecigrís (en Costa Rica y Nicaragua), batará amarillo chico (en Argentina), choca amarilla (en Argentina), hormiguero sencillo (en Colombia y México), hormiguero tiznado (en Colombia), hormiguero cabecigrís (en Honduras), batarito sencillo (en México), batarito de cabeza gris (en Perú), batará amarillo (en Paraguay), burujara pequeña (en Venezuela) o choquita amarillenta.

## Distribución y hábitat
Se registra su presencia en Argentina, Belice, Bolivia, Brasil, Colombia, Costa Rica, Ecuador, Guatemala, Honduras, México, Nicaragua, Panamá, Paraguay, Perú, Trinidad y Tobago y Venezuela. Presumiblemente también en Guyana; está prácticamene ausente de la región amazónica.
Esta especie es ampliamente diseminada y frecuentemente común en el sotobosque de bosques húmedos tropicales y subtropicales de piedemonte y montanos bajos, localmente también en bosques caducifolios y más hacia el sur principalmente en tierras bajas. Mayormente debajo de los 1800 m de altitud.

## Sistemática

### Descripción original
La especie D. mentalis fue descrita por primera vez por el naturalista neerlandés Coenraad Jacob Temminck en 1823 bajo el nombre científico Myothera mentalis; localidad tipo «Curitiba, Paraná, Brasil».

### Etimología
El nombre genérico «Dysithamnus» proviene del griego «duō»: zambullir y «thamnos»: arbusto; enmarañado; significando «que zambulle en los arbustos»; y el nombre de la especie «mentalis», proviene del latín «mentalis»: relativo al mentón; en referencia a las plumas del barbijo de esta especie.

### Taxonomía
La presente especie y Dysithamnus xanthopterus, D. stictothorax, D. striaticeps y D. puncticeps parecen formar un grupo monofilético con el cual otras especies del género es probable que estén próximamente relacionadas. La división en subespecies es tentativa: algunas pueden representar apenas un punto en un cline de variación de plumajes, de manera que la limitación geográfica es imposible en algunas áreas (p. ej. partes de Colombia y Perú, donde napensis puede ser inseparable de tambillanus); son necesarios más estudios moleculares para establecer las relaciones entre las poblaciones.

### Subespecies
Según la clasificación del Congreso Ornitológico Internacional (IOC) (Versión 7.2, 2017) y Clements Checklist v.2016, se reconocen 18 subespecies, con su correspondiente distribución geográfica:
- Dysithamnus mentalis septentrionalis Ridgway, 1908 – pendiente atlántica desde el sureste de México (sur de Campeche, este de Tabasco, noreste de Chiapas) hacia el este hasta el norte de Honduras, extremo sureste de Nicaragua y en ambas pendientes en Costa Rica y oeste de Panamá (al oeste del Canal).
- Dysithamnus mentalis suffusus Nelson, 1912 – ambas pendientes en el este de Panamá y extremo noroeste de Colombia (norte del Chocó, noroeste de Antioquia).
- Dysithamnus mentalis extremus Todd, 1916 – oeste de Colombia (Andes occidentales y pendiente occidental de los Andes centrales desde el sur de Antioquia, oeste de Caldas y Risaralda al sur hasta Cauca).
- Dysithamnus mentalis aequatorialis Todd, 1916 – pendiente del Pacífico en el oeste de Ecuador (al sur desde Esmeraldas) y extremo noroeste de Perú (Tumbes).
- Dysithamnus mentalis viridis Aveledo & Pons, 1952 – norte de Colombia (montañas desde La Guajira al sur hasta el norte de Santander) y oeste de Venezuela (Serranía del Perijá y porción oeste de los Andes en Zulia, Mérida y Táchira).
- Dysithamnus mentalis cumbreanus Hellmayr & Seilern, 1915 – norte de Venezuela (cordillera de la Costa desde Falcón y Lara hacia el este hasta el norte de Sucre).
- Dysithamnus mentalis oberi Ridgway, 1908 – Tobago.
- Dysithamnus mentalis andrei Hellmayr, 1906 – noreste de Venezuela (sur de Sucre hacia el sur hasta el noreste de Bolívar) y Trinidad; tal vez en el oeste y sur de Guyana.
- Dysithamnus mentalis ptaritepui J. T. Zimmer & Phelps, Sr, 1946 – sureste de Venezuela (tepuyes de Ptarí y Sororopán, en el sureste de Bolívar).
- Dysithamnus mentalis spodionotus Salvin Frederick DuCane Godman, 1883 – sur de Venezuela (sur de Bolívar, Amazonas) y extremo norte de Brasil (norte de Roraima).
- Dysithamnus mentalis semicinereus P. L. Sclater, 1855 – centro oeste de Colombia desde el sur de Santander hacia el sur hasta el oeste de Caquetá (pendiente oriental de los Andes centrales, porciones centro y sur de los Andes orientales, y sierra de la Macarena).
- Dysithamnus mentalis napensis Chapman, 1925 – extremo sur de Colombia (pendiente andina oriental en el oeste de Putumayo) hacia el sur hasta el extremo norte de Perú (norte de Amazonas).
- Dysithamnus mentalis tambillanus Taczanowski, 1884 – pendiente oriental en el norte y centro de Perú (este de Piura, sur de Amazonas y suroeste de Loreto al sur hasta Huánuco y oeste de Ucayali).
- Dysithamnus mentalis olivaceus (Tschudi, 1844) – pendiente oriental en el centro de Per (Pasco al sur hasta Cuzco y oeste de Madre de Dios).
- Dysithamnus mentalis tavarae J. T. Zimmer, 1932 – sureste de Madre de Dios al sur hasta el centro de Bolivia (sur de La Paz, sur de Beni, Cochabamba, suroeste de Santa Cruz).
- Dysithamnus mentalis emiliae Hellmayr, 1912 – noreste de Brasil (noreste de Pará al este hasta Ceará y Paraíba, al sur hasta el norte de Tocantins y Alagoas).
- Dysithamnus mentalis affinis Pelzeln, 1868 – extremo noreste de Bolivia (noreste de Santa Cruz) y centro de Brasil (sur de Mato Grosso, norte de Mato Grosso do Sul, sur de Tocantins y norte de Goiás).
- Dysithamnus mentalis mentalis (Temminck, 1823) – centro este y sureste de Brasil (este de Bahía, sur de Minas Gerais y sur de Mato Grosso do Sul hacia el sur hasta el norte de Río Grande do Sul), este de Paraguay y noreste de Argentina (Misiones).